# 에헤라디오
윤택의 에헤라디오는 MBC 표준FM (수도권 FM 95.9㎒, 동두천 FM 104.1㎒)의 연예오락 전문 라디오 프로그램으로 전국에서 방송된다. 2018년 2월 5일부터 2020년 5월 8일까지 2년간 방송되었다.
단 프로야구 중계가 송출되는 경우 대전MBC, 대구MBC, MBC경남 창원, 부산MBC는 야구 중계가 있는 날은 경기가 끝나는 대로 송출된다.

## 역대 진행자
- 1대 - 안영미, 최욱 : 2018년 2월 5일 ~ 2019년 9월 27일
- 2대 - 윤택 : 2019년 9월 30일 ~ 2020년 5월 8일

## 현재 코너
매일(월~금) 코너 
- 윤택이와 효은이의 슈슈
- 나의 첫사랑 이야기
- 소리를 만나다
- 거꾸로 흐르는 음악여행

종영된 코너 
- 최욱의 반성합니다
- 안영미 어린이의 왜?
- 말vs말
- 악플읽기
- 아무말대잔치
- 중딩뉴스 - with 차예린 김대호 아나운서
- 타임슬립 그때 그사건 - with 조정선 PD
- 에헤라 전화받어~
- 칭찬합니다
- 간 큰 인터뷰
- 상한가 하한가
- 스텐드업 라디오쇼
- 커플직격상담소
- 10분 토론
- 썸남썸녀
- 코인상담소
- 최욱처럼 안영미처럼 <살자!>
- 4차원 인공지능 그녀, 헐~(Her)
- 에헤라 교과서 퀴즈 "학교 다녀오겠습니다"
- 평생 무료 이게 뭐라고?
- 너와 나 - with 차예린, 김대호 아나운서
- 간 볼 인터뷰
- 한 곡 줍쇼
- 택도 없는 사연
- 오~노
- 택D의 별이 빛나기 전에
- 이거 가져가실 분